# أكيف علي
أكيف علي مخرج ومحرر أفلام هندي يعمل في بوليوود.

## المهنة
اكيف هو محرر أفلام ومخرج في بوليوود، وهو معروف لعمله في فيلم كايتس (2010) وبارفي! (2012). عمل كممثل في فيلم روج عام 2005.

## أفلامه
- كايتس (2010)
- الصورة القذرة (2011)
- طريق النار (2012)
- بارفي! (2012)
- ييه جواني هي ديواني (2013)
- بانغ بانغ (2014)
- الإخوة (2015)
- كابيل (2017)

## وصلات خارجية
- اكيف علي على موقع IMDb (الإنجليزية)
- اكيف علي على موقع ألو سيني (الفرنسية)
- اكيف علي على موقع أول موفي (الإنجليزية)
- اكيف علي على موقع قاعدة بيانات الفيلم (الإنجليزية)
- اكيف علي على موقع كينوبويسك (الروسية)